# Minerva-Gletscher
Der Minerva-Gletscher ist ein zungenförmiger Gletscher in der antarktischen Ross Dependency. In den Cook Mountains fließt er in nordwestlicher Richtung in das Tal zwischen dem Tentacle Ridge und dem Gorgons Head.
Das New Zealand Antarctic Place-Names Committee benannte ihn nach der römischen Göttin Minerva.